# Famille de Robiano
 (octobre 2016).

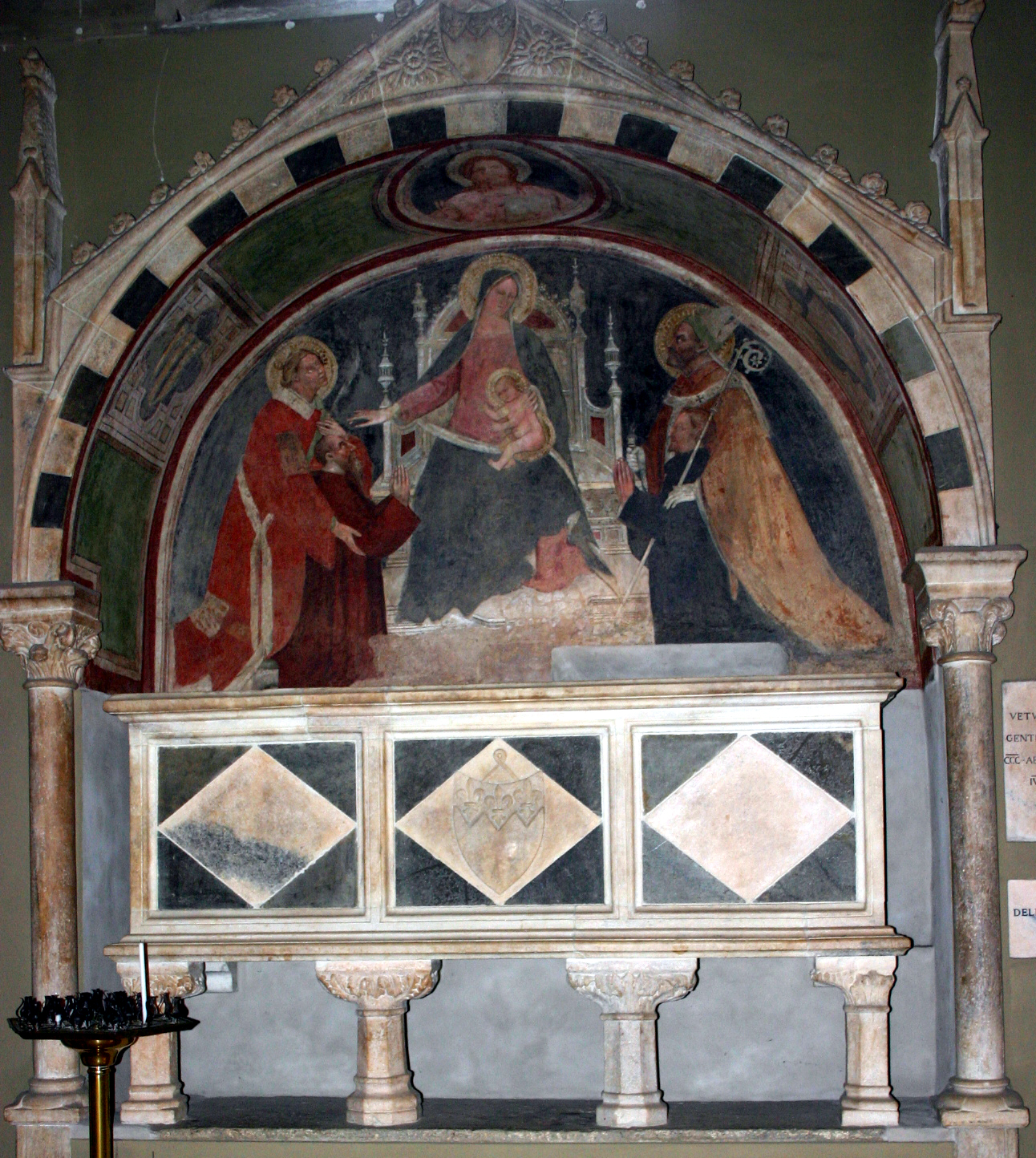
Tombe familiale dans la basilique de Saint-Laurent Majeure à Milan (XIVe siècle)

La famille de Robiano est une ancienne famille subsistante de la noblesse belge, originaire de Lombardie qui tire son nom d'une seigneurie près de Milan.

## Historique
Son ascendance prouvée remonte à 1387.
Le premier des Robiano auquel on peut remonter avec certitude est Mozole de Robiano, né vers 1280, chef d'une des douze familles patriciennes les plus influentes de Milan. Cette famille a compté divers hauts magistrats de cette ville, un évêque de Bobbio en 1296, un chambellan du duc de Milan fin du XVe, et des alliances avec les familles nobles milanaises telles que les Biragos, Casate, della Pusterla, Locarno, Crivelli, Alemani, etc. Les Robiano qui sont restés en Italie se sont éteints en 1617.
Sous Charles Quint duc de Milan, une branche vint s'établir dans les Pays-Bas, où elle fait souche.

## Filiation

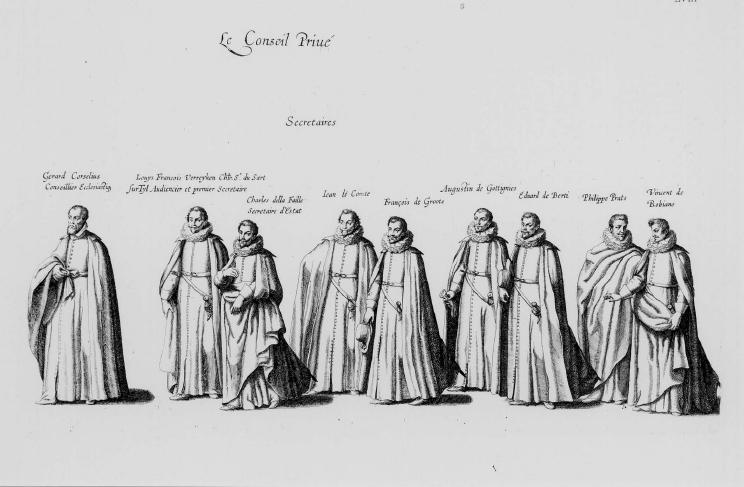
Les membres du Conseil privé, dont Vincent de Robiano (le dernier à droite), suivent le cortège funèbre de l'archiduc Albert

- En 1606 Balthazar de Robiano est nommé trésorier-général des Pays-Bas par les archiducs Albert et Isabelle, ce qui impliquait anoblissement. Il est chargé de plusieurs missions diplomatiques.
  - Vincent de Robiano (1587-1655), fils de Balthazar, membre du Conseil privé.
    - Balthazar de Robiano (1629-1701), fils de Vincent, membre du Conseil privé.
      - Balthazar-François de Robiano (1658-1714), admis en 1712 au lignage Steenweeghs, fils de Balthazar, concierge de l'hôtel de ville de Bruxelles et secrétaire de la Ville (v. Magistrat de Bruxelles).
        - Jean-Antoine de Robiano (1698-1769), fils de Balthazar-François, évêque de Ruremonde et primat du duché de Gueldre (1745-1769), après avoir refusé les sièges épiscopaux de Bruges et d'Anvers.
        - Louis-François de Robiano (1700-26 février 1763), frère cadet de Jean, successivement membre du Conseil de Brabant, du Conseil d'État et du Conseil Supérieur des Pays-Bas à Vienne. Il est promu vicomte (1753) et reçut ensuite le titre transmissible de comte (1754). En 1756 il revint à Bruxelles pour y accéder à la fonction de chancelier de Brabant[2].
          - Jean-Joseph de Robiano (1733-1785) fils aîné de Louis-François, il épouse Jeanne de Limpens et ils ont trois fils.
            - François-Xavier de Robiano (1778-1836), fils de Jean-Joseph de Robiano, chambellan du roi Guillaume Ier des Pays-Bas. Ce n'est qu'en 1828 qu'il régularise son statut de noble et son titre de comte. Il devint membre du Congrès National, gouverneur de la province d'Anvers et sénateur. Ses deux fils furent également sénateurs.
              - Ludovic de Robiano (1807-1887), sénateur, épousa Marie-Louise de Beauffort et a une fille.
              - Maurice de Robiano (1815-1869), sénateur et obtient l'extension de son titre comtal sur tous ses descendants. Les deux frères demeurent sans enfants.

            - Louis-François de Robiano de Borsbeek (1781-1855) ne s'intéresse pas à la reconnaissance de noblesse qui lui est présentée en 1816 et ne l'accepte qu'en 1840. Il épouse Amélie von Stolberg-Stolberg, a un fils qui devint jésuite, un second qui devient dominicain, une fille carmélite et une autre qui se marie mais reste sans descendance.
            - Eugène de Robiano (1783-1838), sénateur. Il ne se préoccupe pas de relever sa qualité de noble, qui n'est confirmée qu'en 1848 au bénéfice de sa veuve et de ses enfants.
              - Victor de Robiano (1807-1864), bourgmestre de Marchin. Il a dix enfants de sa première femme et cinq de la seconde. Ses fils lui procurent une importante descendance, jusqu'au temps présent. Dont :
                - Gaëtan de Robiano (1853-1942), huit enfants, dont :
                  - François de Robiano (1889-1968), dont :
                    - Serge de Robiano (1922-2012), ambassadeur

                - André de Robiano (1855-1911), directeur-général du ministère belge des affaires étrangères
                  - Victor de Robiano (1907-1987), cofondateur d'Oxfam-Belgique

              - Léon de Robiano (1808-1893), bourgmestre de Braine le Château.
                - Stanislas de Robiano (1853-1909), bourgmestre de Braine-le-Château. Il a trois filles et le domaine familial revient aux Cornet de Ways-Ruart.

          - Eugène de Robiano (1741-1820), fils cadet de Louis-François, membre du Conseil de Brabant (1775) et du Conseil d'État (1795). En 1814 il est membre de l'Administration Provisoire des territoires libérés pour le compte des Alliés. En l'absence du duc de Beaufort il se rendit à Vienne afin d'y plaider la cause d'un retour de l'empereur d'Autriche comme monarque des Pays-Bas méridionaux. Il fut également gouverneur provisoire du pays. Il ne sollicite pas la reconnaissance de sa qualité de noble à l'époque du royaume uni des Pays-Bas.
            - Charles de Robiano (1785-1854), fils d'Eugène, obtient reconnaissance de noblesse en 1829 lors du royaume uni des Pays-Bas. Il épouse la comtesse Marie-Thérèse von Stolberg-Stolberg et ils ont cinq filles et un fils.
              - Albert de Robiano (1836-1904), épouse Berthe van der Straten Ponthoz, fille d'un grand-maréchal de la Cour. Il n'a pas de descendants de son fils, mort jeune, tandis que sa fille Mathilde épouse le prince Charles de Croÿ et lui apporte le domaine familial de Rumillies
cette branche de la famille de Croÿ, adoptant le nom (non officiel) de Croÿ-Rumillies.

## Toponyme
- Rue de Robiano